# KCNE2
KCNE2 (англ. Potassium voltage-gated channel subfamily E regulatory subunit 2) – білок, який кодується однойменним геном, розташованим у людей на короткому плечі 21-ї хромосоми. Довжина поліпептидного ланцюга білка становить 123 амінокислот, а молекулярна маса — 14 472.
| 10         |  | 20         |  | 30         |  | 40         |  | 50         |
| ---------- |  | ---------- |  | ---------- |  | ---------- |  | ---------- |
| MSTLSNFTQT |  | LEDVFRRIFI |  | TYMDNWRQNT |  | TAEQEALQAK |  | VDAENFYYVI |
| LYLMVMIGMF |  | SFIIVAILVS |  | TVKSKRREHS |  | NDPYHQYIVE |  | DWQEKYKSQI |
| LNLEESKATI |  | HENIGAAGFK |  | MSP        |  |            |  |            |

A: Аланін

D: Аспарагінова кислота

E: Глутамінова кислота

F: Фенілаланін

G: Гліцин

H: Гістидин

I: Ізолейцин

K: Лізин

L: Лейцин

M: Метіонін

N: Аспарагін

P: Пролін

Q: Глутамін

R: Аргінін

S: Серин

T: Треонін

V: Валін

W: Триптофан

Кодований геном білок за функціями належить до іонних каналів, потенціалзалежних каналів. 
Задіяний у таких біологічних процесах, як транспорт іонів, транспорт, транспорт калію. 
Білок має сайт для зв'язування з калію. 
Локалізований у клітинній мембрані, мембрані.